# Catocala inconstans
Catocala inconstans är en fjärilsart som beskrevs av Butler 1889. Catocala inconstans ingår i släktet Catocala och familjen nattflyn. Inga underarter finns listade i Catalogue of Life.